# Маркушка
Маркушка (слч. Markuška) насељено је мјесто са административним статусом сеоске општине (слч. obec) у округу Рожњава, у Кошичком крају, Словачка Република.

## Становништво
| Година:    | 1994. | 2004.   | 2014.   | 2024.    |
| ---------- | ----- | ------- | ------- | -------- |
| Број људи: | 174   | 179     | 167     | 147      |
| Разлика:   |       | +2,87 % | -6,70 % | -11,97 % |

| Година:    | 2023. | 2024. |
| ---------- | ----- | ----- |
| Број људи: | 150   | 147   |
| Разлика:   |       | -2 %  |

Према подацима о броју становника из 2011. године насеље је имало 168 становника.